# Yardstone Beck
Der Yardstone Beck ist ein Wasserlauf in Cumbria und County Durham. Er entsteht aus zwei unbenannten Quellflüssen nördlich des Husk Howe Hill und fließt in östlicher Richtung südlich der A66 road. Bei seinem Zusammentreffen mit dem Ay Gill bildet er den River Greta.